# Michael Meinecke
Pour les articles homonymes, voir Meinecke.
Michael Meinecke est un historien de l'art et archéologue allemand, né à Vienne le 6 novembre 1941 et mort à Berlin le 10 janvier 1995. Spécialiste en sciences islamiques, il a été directeur du musée d'Art de l'Islam (Museum für Islamische Kunst) intégré au Pergamon Museum de Berlin de 1988 à 1995.

## Biographie
Meinecke nait à Vienne en Autriche et grandit à Istanbul en Turquie après que son père eut accepté un poste de directeur et metteur en scène au théâtre de la ville. Il entre à l'école allemande d'Istanbul d'où il sort diplômé en 1959. Puis il étudie l'histoire de l'art, l'archéologie et les sciences islamiques à Vienne et Hambourg. Il sort diplômé en 1968 avec un travail sur la Décors de faïence sur les édifices religieux seldjoukides en Asie Mineure. Durant cette période, il voyage largement en Turquie et en Asie centrale.
Après son diplôme, il rejoint l'Institut allemand d'archéologie au Caire en 1969 et se voue à la préservation des bâtiments de la vieille ville, ceux qui présentent un intérêt du point de vue architectural ou historique, notamment ceux de l'époque mamelouk. Ce travail a pour résultat une étude et une connaissance approfondies qui déboucheront sur sa thèse L'architecture mamelouk en Égypte et en Syrie. Cette étude a comporté un travail de collaboration à la restauration du quartier d'architecture fatimide de Darb Qirmiz daté du Xe siècle, action pour laquelle il est l'un des lauréats du Prix Aga Khan pour l'architecture en 1983,.
Meinecke enseigne à l'université de Hambourg de 1977 à 1980 et pendant cette période devient consultant pour l'Unesco. En 1979, il fonde la branche damascène de l'Institut allemand d'archéologie. Il lance d'importantes fouilles, notamment à Racca en Syrie où le complexe palatal de la fin du VIIIe siècle d'Hâroun ar-Rachîd est fouillé depuis 1982.
En 1988, Meinecke succède à Klaus Brisch comme directeur du musée d'Art de l'Islam de Berlin-Dalhem, puis après la réunification allemande de 1989 et la réunion des collections des deux anciennes états, il devient directeur des deux musées réunis en 1992.
En 1995, il s'effondre dans les escaliers menant à son bureau et meurt. Après sa disparition, lui succède au poste de directeur du musée Volkmar Endrelien qui dirigeait depuis de nombreuses années les collections des arts de l'Islam sur l'Île des musées.

## Œuvres

### Livres
- (de) Fayencedekorationen an seldschukischen Sakralbauten in Kleinasien, 1968
- (de) Die mamlukische Architektur in Ägypten und Syrien, thèse de 1978, publiée en 1993

### Articles
- (en) Raqqa on the Euphrates. Recent Excavations at the Residence of Harun er-Rashid in Susanne Kerner, The Near East in Antiquity. German Contributions to the Archaeology of Jordan, Palestine, Syria, Lebanon and Egypt II. Amman, 1991. pp. 17–32.

## Sources
- (en) Cet article est partiellement ou en totalité issu de l’article de Wikipédia en anglais intitulé « Michael Meinecke » (voir la liste des auteurs).
- Thomas Leisten Michael Meinecke, 6 November 1941-10 January 1995, 1995, Artibus Asiae 55 (3/4), pp. 382-387 ;

1. 1 2 3 4 5 6 7 8 9 10 11  p. 386